# Carlos Luis Aladro Durán
Carlos Luis Aladro Durán (Jerez de la Frontera, 1934-Arcos de la Frontera, 2 de septiembre de 2009) fue un pedagogo, escritor e investigador teatral español.
Premio Nacional de Teatro, ha publicado El ratón del alba (antología de teatro infantil) y La tía Norica de Cádiz.